# Pavonis Mons

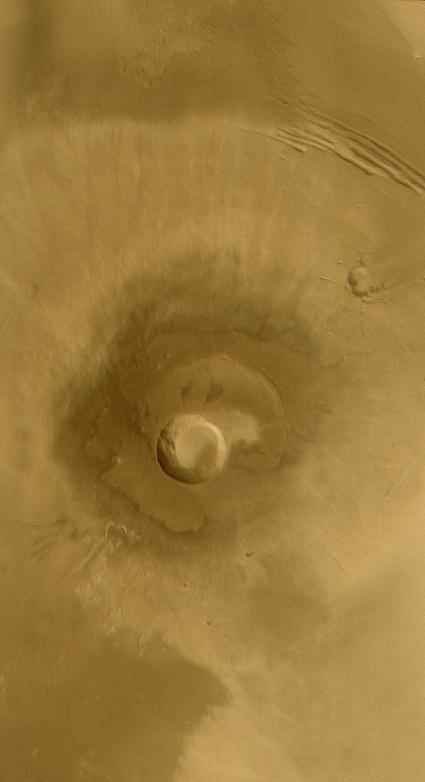
Pavonis Mons. Mozaïek van foto's door de Mars Global Surveyor (MGS) Mars Orbiter Camera (MOC) van december 2003 toont de middelste van de drie Tharsis Montes. Zonlicht komt van linksonder (bron: NASA/JPL/Malin Space Science Systems, foto PIA05243).

Pavonis Mons (positie breedte 0,8° N, lengte 113,4° W) is de middelste van drie vulkanen (samen bekend als de Tharsis Montes) op de Tharsisbult bij de evenaar van Mars. Ten noorden ligt Ascraeus Mons, ten zuiden Arsia Mons. De grootste vulkaan van het zonnestelsel Olympus Mons ligt ten noordwesten. De naam is Latijn voor Pauwberg.

## Schildvulkaan
Pavonis Mons is een brede schildvulkaan zoals de vulkanen op Hawaï. Hij steekt 14 kilometers uit boven het gemiddelde oppervlak (datum (Mars)) van Mars met een atmosferische druk op de top van ongeveer 130 Pa (1,3 mbar). De hoogste top op aarde, Mount Everest, is maar 8,85 km boven zeeniveau. De centrale caldera (krater) heeft een doorsnee van ongeveer 45 km en is omstreeks 4,5 km diep. Aan de oostelijke flank ligt een keten van ovale inzinkingen in een ondiepe slenk. Ze zijn gevormd door instorting bij een breuk - de beide randen vormen een breuklijn, zoals die vaak ontstaat bij lavastromen of tektoniek.

## Verwijzingen
1. ↑  Martian Weather Observation NASA MGS data 0.7 degrees N 245.9 degrees E 13368 meters